# Кріштоф Рашовскі
Кріштоф Рашовскі (угор. Kristóf Rasovszky, 27 березня 1997) — угорський плавець.
Учасник Олімпійських Ігор 2016 року.
Чемпіон світу з водних видів спорту 2019 року.
Чемпіон Європи з водних видів спорту 2018 року, призер 2020 року.